# 朱光庭
朱光庭（1037年—1094年）字公掞，河南偃師人。
朱景之子，十歲能寫文章。嘉祐二年進士，調萬年簿，時人稱“明鏡”。哲宗時，司馬光薦為左正言，乞罷青苗法。後來與賈易成為洛黨領袖，且促成蜀洛黨爭。後來洛黨式微，改入朔黨。